# Mały Mędromierz
Mały Mędromierz – wieś w Polsce, położona w województwie kujawsko-pomorskim, w powiecie tucholskim, w gminie Tuchola, na Pojezierzu Krajeńskim, przy trasie drogi wojewódzkiej nr 241.
| SIMC    | Nazwa                    | Rodzaj     |
| ------- | ------------------------ | ---------- |
| 0098750 | Huby                     | część wsi  |
| 0098766 | Nowa Tuchola             | przysiółek |
| 0999736 | Przy Szosie Bydgoskiej   | część wsi  |
| 0098772 | Przy Szosie Sępoleńskiej | część wsi  |
| 0098789 | Wysoka Wieś              | część wsi  |

W latach 1975–1998 miejscowość administracyjnie należała do województwa bydgoskiego. W skład sołectwa Mały Mędromierz wchodzą również Huby, Nowa Tuchola, Przy Szosie Bydgoskiej, Przy Szosie Sępoleńskiej i Wysoka Wieś. Według Narodowego Spisu Powszechnego (III 2011 r.) wieś liczyła 895 mieszkańców. Jest drugą co do wielkości miejscowością gminy Tuchola.